# アマテルカミ
アマテルカミは、「ヲシテ文献」『ホツマツタヱ』『ミカサフミ』『カクのミハタ（フトマニなど）』の記述による8代アマカミ（古代の天皇号）。
イミナ（実名）はワカヒト。讃え名でアマテル・アマテラス・アマテラスカミ・ヲヲンカミ・ヲンカミ・アマヒカミともいう。

## 解説

### 生誕の経緯
富士南麓のハラミノミヤで誕生。イサナミがワカヒトを孕んでいた月日はきわめて長く、96ヶ月であったと記されている。（ホツマツタヱ14アヤ・16アヤ）
父イサナギが世継ぎ子を乞い得るため、富士山山頂に登り、ヒ（太陽）とツキ（月）になぞらえて、左右の目を池の水で清め祈った。母イサナミの父トヨケは、今の東北地方ツキカツラギのイトリヤマ（出羽三山または鳥海山と推定）で祈った。結果、多くの人々の期待を背負って、ワカヒトが誕生したという。
父イサナギが、左目をヒ（太陽）右目をツキ（月）になぞらえて、ワカヒトと弟のモチキネが生まれたので、ワカヒトはアマテル、モチキネはツキヨミと名乗ることになった。アマテルという名の語彙は、アメミヲヤ（宇宙万物の創造祖）によってアマヒ（太陽）からミタマが分け降ろされてヒト（人）に生まれたことを表わしているとされる。（ホツマツタヱ14アヤ・28アヤ）

### 青年時代
ワカヒトは外祖父トヨケ（5代目タカミムスビ）からアメノミチを学ぶ。トヨケの孫フリマロ（後の7代目タカミムスビ・タカギ）を学友として、トヨケの本拠地ヒタカミのミヤコ（現、宮城県多賀城市付近）にて、トヨケからアメノミチを学んだワカヒトはやがて、富士山麓のハラミノミヤにミヤにミヤ（政庁）を持つ。
アマテルは暦を改新した。この時にウリフツキ（閏月）が設けられたと推定される。
またアマテルの代にソフキサキ（12后）の制が設けられた。月毎にお世話をする当番キサキ制で、ウチミヤ（正后）を含めて実質13人のキサキが選ばれた。（ホツマツタヱ6アヤ）

### アマテルカミのウチミヤ（正后）・ソフキサキ（12后）
- ネ（北）のスケキサキ：マスヒメ（イミナ(実名、以下同)：モチコ）／出身地：北陸地方／父はクラキネ（アワナギの子、イサナキ・ココリ姫の弟）
- ネ（北）のウチキサキ：コマスヒメ（ハヤコ）／出身地：北陸地方 ／父はクラキネ（アワナギの子、イサナキ・ココリ姫の弟）
- ネ（北）のオシモメ ：アチコ（アヂコ）／出身地：京都地方 ／父はカダ
- キ（東） のスケキサキ：オオミヤ（ミチコ）／出身地：東海地方／父はヤソキネ（トヨケの子、６代タカミムスビ、カンミムスビ）
- キ（東） のウチキサキ：タナハタ（コタヱ）／出身地：東海地方／父はヤソキネ（トヨケの子、６代タカミムスビ、カンミムスビ）ミチコの妹
- キ（東） のオシモメ ：ソガヒメ ／出身地：関東地方／父はツクバハヤマ
- サ（南）のスケキサキ→後にウチミヤ（正后）：サクナタリ ・セオリツヒメ（ホノコ・瀬織津姫）／出身地：東海地方 ／父はサクラウチ（サクラウシ）
- サ（南）のウチキサキ：ワカヒメ（ハナコ）／出身地：東海地方／父はサクラウチ（サクラウシ）の娘、ホノコの妹
- サ（南）のオシモメ ：イロノヱ（アサコ）／出身地：九州地方／父はカスヤ
- ツ（西） のスケキサキ：ハヤアキツ（アキコ）／出身地：近畿地方／父はカナサキ（スミヨシ・スミヨロシ・スミノヱ・スミヱノオキナ）
- ツ（西） のウチキサキ：オリハタ（オサコ）／出身地：九州地方／父はムナカタ（シマツヒコの子孫、カナサキの分家の氏族）
- ツ（西） のオシモメ ：トヨヒメ（アヤコ）／出身地：九州地方／父はムナカタ（シマツヒコの子孫、カナサキの分家の氏族）
- サ（南）のスケキサキ ：ウリフヒメ（ナガコ）／出身地：美濃地方（現在の岐阜県南部）／父はカナヤマヒコ（セオリツヒメ（ホノコ）がウチミヤ（正后）に上がり、サ（南）のスケキサキの位が空位になったためミヤに上がる）※暦の改新時にウリフツキ（閏月）が設けられた経緯と関連があると思われる。

### アマテルカミの皇子・皇女と生母
- 皇子　オシホミミ（イミナ(実名、以下同)：オシヒト）皇太子・9代アマカミ／生母：ムカツヒメ（ホノコ）
- 皇子　ホヒ（タナヒト (後のタナキネ)）第1子・オオセイイミクマノの父／生母：マスヒメ（モチコ）
- 皇子　アマツヒコネ（タタキネ）アメミカゲの父／生母：ハヤアキツヒメ（アキコ）
- 皇子　イキツヒコネ（ハラキネ）コトユヒコの父／生母：オオミヤヒメ（ミチコ）
- 皇子　クマノクスヒ（ヌカタダ）アメトマミの父／生母：トヨヒメ（アヤコ）
- 皇女　オキツシマヒメ（タケコ）クシキネ(オホナムチ)の妻／生母：コマスヒメ（ハヤコ）
- 皇女　ヱツノシマヒメ（タキコ）カグヤマツミの妻／生母：コマスヒメ（ハヤコ）
- 皇女　イチキシマヒメ（タナコ）イフキヌシの妻、イヨツヒコ・トサツヒコ・ウサツヒコの母／生母：コマスヒメ（ハヤコ）

### アマテルカミの治世
政り事においてアマテルは大きな改革を行なった。現代でいう分州制のように、全国を数個のブロックに別け、それぞれヲシカ（勅命治政官）を任じて統治を行うようにした。その下に旧来のクニカミがそれぞれのクニを治めることとされた。また刑法は、新たに数量的に罪を料ることができる、サガを数えるミチを制定した。
教育・倫理・哲学の面でのアマテルが及ぼした影響は極めて大きかった。クニカミやモノノヘたちなどトミ（臣）は、国民を教え導く役目を負うことを改めて明確にし、教育立国の方向性を決定づけた。（ホツマツタヱ17アヤ）
アマテルの思想は人の真実の幸せとは何か希求し、人々にこの善を勧めることを眼目としていると推察される。さらには人の真実の幸せを解き明かすため、人とは何かをという哲学的な洞察を深めたことが「ヲシテ文献」によって明らかとなった。アマテルは、ヒト（人）の成り立ちをヰクラムワタ（人体の構成を解析する哲学用語/漢字文献の五臓六腑ではない）の面からさらに掘り下げて考察を深めた。アマテルは、こうした根本的な理念のもとに、種々のミチを展開した。夫婦のミチである〝イセノミチ〟、世継ぎ子を乞い得るための〝ヨツギノアヤ〟、人々が天寿を全うできるようにとの食養のミチ、子どもを育てる教育論などがある。

### ハタレの乱
アマテルの治世は成功を収め、人々の生活は豊かになった。外祖父トヨケの没後、トヨケの遺言もあって、さらに人々に豊かさをもたらすため、アマテルはミヤコを遷す。（ミカサフミ111）富士山南麓のハラミノミヤから、今の志摩の伊雑（磯部）のイサワミヤにミヤコが遷されてしばらくすると、豊かさを羨んだ集団が悪さをするようになった。この時代に起きた全国規模の叛乱のことをハタレの乱という。その端緒に、アマテルの弟のソサノヲのアメノミチを得ぬ振舞いが火に油を注ぐこととなり、全国的叛乱「ハタレの乱」が起きた。
ムラクモや炎を吐きだしたり、石礫(いしつぶて)やナルカミ(雷)を起こして脅して強請(ゆす)るなど、全国で9,000人のツカサ(司・首領級)と70,000人の６群のハタレが朝廷に対して反乱を起こしたと『ホツマツタヱ』『カクのミハタ（フトマニなど）』などに記されている。
アマテルカミは、ミソキ(禊ぎ)を、サクナタリの早川の瀬に行った。（ミソキの行われた場所は、滝原の宮か、佐久奈度(さくなど)神社と推定される）そこで、ハタレ平定のマシナイのタネ(良策・方策のヒント)を求められ、諸臣に授けた。諸臣はこれを受けて、ハタレの平定にかかる。
やがてハタレの乱を平定したアマテルは、クニを治めるカンタカラ（神器）にカガミを加えて、ミクサタカラ（三種神器）とした。カガミは人々が罪に落ちてゆくのを防ぐモノザネである。

### 皇太子オシホミミへの譲位後
皇太子オシホミミにアマノヒツギ（アマカミの位）を譲った後も、アマテルは長命を保つ。それは、苦い長寿の薬草チヨミクサを常食していたからとも記されている。長寿を保つアマテルは、アメノミチを守り、人々を褒める役目を担ってゆく。良い功績を上げた人物に対して、アマテルからヲシテ（褒め名をしるした文書）が下賜された。当時最高の名誉とされる。古い神社の境内に小さな祠があって、璽社（おしでしゃ）と記されているのは、賜ったヲシテを入れていた名残と思われる。
最晩年のアマテルカミは、現在の伊勢神宮の内宮の所、即ちサコクシロの地に遷る。この時に『フトマニ』のワカが編集されたと推定される。

### アマテルカミの崩御
アマテルは4代目孫の12代アマカミ・ウガヤフキアハセズの時まで長寿を保ち、現在の京都府京丹後市峰山町久次の久次岳の山中に洞にて崩御する。ここは外祖父トヨケの亡くなった所でもある。久次岳の麓には比沼麻奈為神社が祀られている。
アマテルの没後は、アマノコヤネがイセに留まり、亡きアマテルカミにお仕えした。アマノコヤネの子孫が代々これを引き継いだ。10代スヘラギのミマキイリヒコ（崇神天皇）の時にミツエシロ（後の斎王）がつくられ、初代ミツエシロのトヨスキヒメ、2代ミツエシロのヤマトヒメ、3代ミツエシロのヰモノメクスコと受け継がれて、亡きアマテルカミへの奉仕が続けられた。
『ホツマ辞典』（松本善之助装丁、池田満著、展望社、1999年）参照